# Boxing Day
Als Boxing Day, übersetzt etwa „Geschenkschachtel-Tag“, wird im Brauchtum des Commonwealth of Nations der 26. Dezember bezeichnet. Dies war traditionell der Tag nach dem Weihnachtsfest, an dem Angestellte von ihrem Arbeitgeber ein Geschenk erhielten, die Christmas box. Der Boxing Day ist also nicht zu verwechseln mit der in diesen Ländern am Morgen des 25. Dezembers (Christmas Day) im familiären Rahmen stattfindenden Bescherung. Der Boxing Day ist ein Feiertag (Bank Holiday). Wenn der 26. Dezember auf ein Wochenende fällt, dann gilt (genau wie bei jedem anderen Bank Holiday, der auf ein Wochenende fällt) der folgende Werktag als Feiertag. Der Boxing Day wird vor allem im Vereinigten Königreich, in Uganda, Hongkong, Australien, Kenia, Kanada, Neuseeland und Südafrika gefeiert.
In der Liturgie der anglikanischen Kirche wird kein zweiter Weihnachtsfeiertag begangen.

## Geschichte
Die genaue Herkunft des Wortes boxing ist bislang nicht geklärt. Es gibt jedoch eine Vielzahl von Bräuchen und Traditionen, die die Bezeichnung als Boxing Day beeinflusst haben dürften. Im antiken Rom war es Brauch, dass zu den im Dezember stattfindenden Saturnalien Sklaven und ihre Herren die Rollen tauschten einschließlich des Austauschs von Geschenken. Im frühen Christentum wurde am Stephanstag, dem Fest des hl. Diakons Stephanus am 26. Dezember eine besondere Armenkollekte veranstaltet. In Europa ist eine bis ins Mittelalter zurückreichende Tradition nachweisbar, die in der Kirchenkollekte gesammelten Almosen am Tag nach Weihnachten an Bedürftige zu verteilen.
In Großbritannien war bereits im Jahr 1663 so etwas wie ein weihnachtliches Trinkgeld (Yuletide tip) bekannt. Handwerker sammelten am Tag nach Weihnachten Geld und andere Geschenke als Dank und Anerkennung für während des Jahres geleistete Dienste. Diese Praxis wiederum könnte auf einen noch älteren Brauch zurückgehen, nämlich dem Hauspersonal am Tag nach Weihnachten einen Besuch bei seiner Familie zu gestatten, nachdem es am Weihnachtstag selbst bei seinen adeligen Herren hatte Dienst tun müssen. Dazu wurden dem Personal Päckchen mit Geschenken, Sonderzahlungen und manchmal auch übrig gebliebenes Festessen überreicht.

## Gegenwart
1994 wurde in Südafrika der Boxing Day in Day of Goodwill („Tag des Wohlwollens“) umbenannt.

### Kommerzialisierung

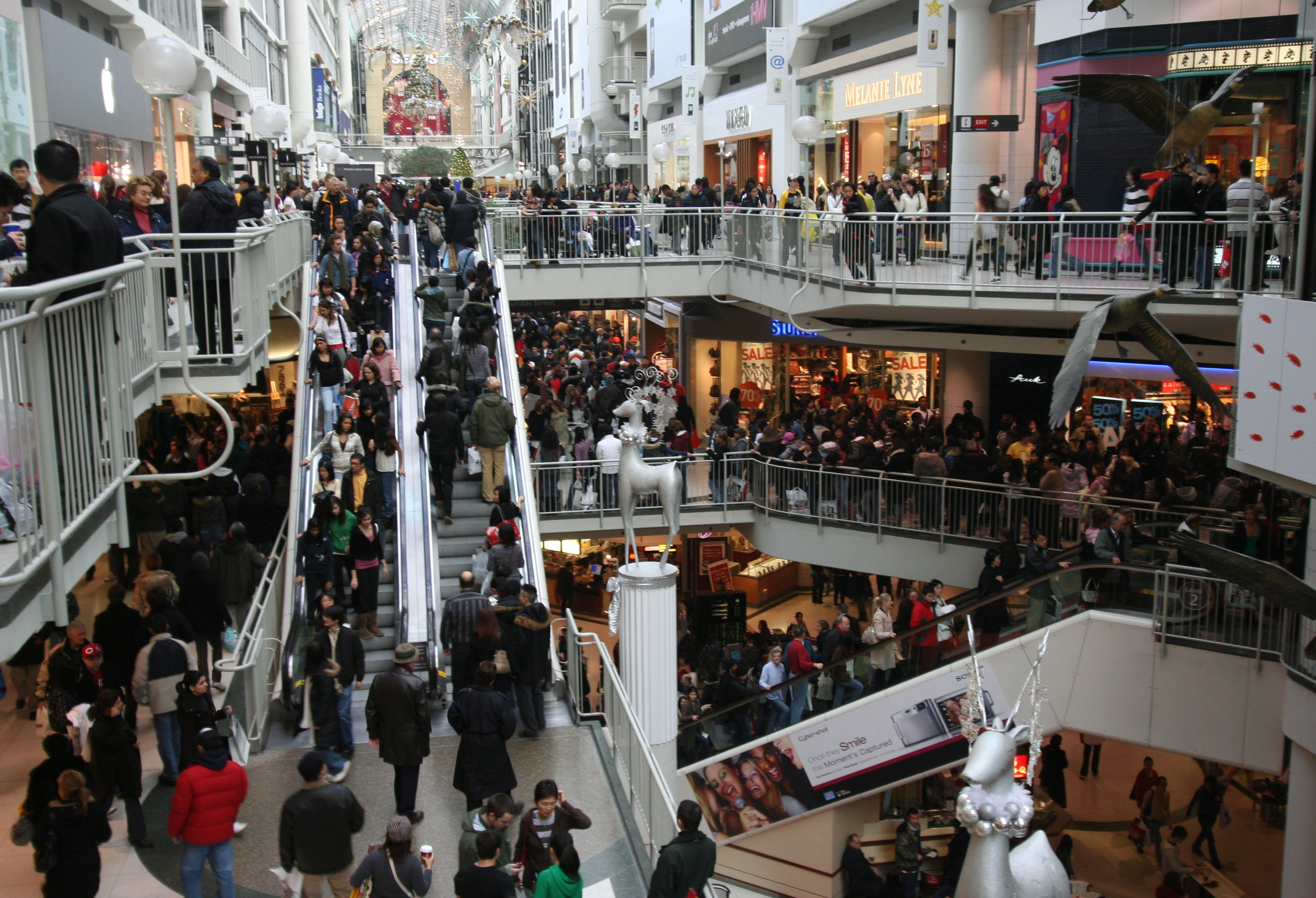
Menschenmassen am Boxing Day im Eaton Centre in Toronto

Heutzutage ist der Boxing Day vielfach ein verkaufsoffener Feiertag, vergleichbar dem Black Friday (dem Tag nach Thanksgiving) oder dem Super Saturday (dem Samstag vor Weihnachten) in den Vereinigten Staaten. Es findet eine regelrechte Rabattschlacht statt mit stark reduzierten Preisen, entsprechendem Kundenandrang schon am frühen Morgen und langen Schlangen nicht selten bereits vor Ladenöffnung. Für manche Händler stellt der Boxing Day den umsatzstärksten Tag des Jahres dar. Die Vielzahl an Schnäppchenjägern ist auch beliebter Gegenstand medialer Lokalberichterstattung. In den überfüllten Geschäften kommt es mitunter zu Unfällen, vereinzelt gab es sogar schon Tote. Dieser Massenandrang veranlasste viele Ladeninhaber, den Zutritt zu ihren Geschäften zu beschränken. Anfang des 21. Jahrhunderts hat der Einzelhandel den Boxing Day vielfach zu einer Boxing Week bis Neujahr ausgedehnt. In Teilen Kanadas wurde der Boxing Day dagegen auf den 27. Dezember verlegt, damit der Tag nach Weihnachten ein Ruhetag ist. In Irland hatten im Jahr 2009 erstmals seit 107 Jahren einige Läden am St. Stephen’s Day (wie er dort heißt) geöffnet und begannen noch im alten Jahr mit dem Winterschlussverkauf. Ebenfalls seit 2009 beginnt das Online-Geschäft aus Anlass des Boxing Days vielfach bereits am Weihnachtsabend.

### Sport
In vielen im Commonwealth of Nations populären Sportarten werden am Boxing Day traditionsreiche und gut besuchte Wettkämpfe ausgetragen. In England, Wales, Schottland und Nordirland gehört der Boxing Day traditionell den Lokalderbys im Fußball und Rugby sowie namhaften Pferderennen (etwa dem King George VI Chase auf dem Kempton Park Racecourse nahe London). In ländlichen Regionen Großbritanniens waren außerdem Fuchsjagden bis zu ihrem Verbot im Jahr 2005 sehr verbreitet. Heute werden Jagdrennen veranstaltet, bei denen kein Wild mehr gejagt wird. Zudem hat die englische Fußball-Premier League am Boxing Day einen Spieltag (Englische Woche).
Der Tag spielt außerdem eine große Rolle im Cricket und im Eishockey. So findet in Melbourne am 26. Dezember ein großes Test-Match statt, der Boxing Day Test. In Davos beginnt unter Beteiligung einer kanadischen Auswahl der Spengler Cup als ältestes internationales Eishockey-Turnier. Vor der australischen Küste startet die Sydney-Hobart-Regatta traditionell am Boxing Day. In einigen afrikanischen Staaten des ehemaligen Commonwealth sowie in Italien werden seit Jahrzehnten Boxkämpfe ausgetragen.

## Nach dem Boxing Day benannte Ereignisse
- Als „Boxing Day Tsunami“ wird im englischen Sprachraum das Erdbeben im Indischen Ozean vom 26. Dezember 2004 und speziell der dadurch ausgelöste Tsunami bezeichnet.
- 1998 hatte der „Boxing Day Storm“ gravierende Auswirkungen auf die Stromversorgung Nordenglands und Schottlands.[4]
- Als „Boxing Day Test“ wird ein regelmäßiger Test der australischen Cricket-Nationalmannschaft bezeichnet.